# Мејми Кларк
Мејми Кетрин Фипс Кларк (енгл. Mamie Katherine Phipps Clark; рођена је 1917. године у Хот Спрингсу у Арканзасу (САД)) била је амерички психолог.
Мејмин отац био је један од ретких црних лекара у то доба, тако да је породица спадала у средњу класу и добро живела чак и у време Велике депресије. Након успешно завршене посебне одвојене основне и средње школе за црну децу, какве су у то доба постојале у Арканзасу, Мејми са 16 година уписује Универзитет Хауард на ком су јој главни предмети били математика и физика. Међутим, када је на другој години упознала Кенета Кларка, који је тада студирао психологију на овом универзитету, и она бира психологију за главни предмет својих студија. Мејми се 1938. године удала за Кенета Кларка и завршила основне студије.
Мастер студије психологије на Унизерзитету Хауард завршила је 1939. године. За потребе реализације њене мастер тезе чији је наслов био "Развој свести о себи код црне предшколске деце" Кенет и Мејми Кларк осмислили су и спровели тест са луткама различите боје као једну од техника у истраживању расне идентификације и преференци код деце црнаца у Сједињеним Америчким Државама. Мејми Фипс Кларк докторирала је 1943. године у области психологије на Универзитету Колумбија. Након докторирања њена каријера одвијала се изван академске заједнице.
Фебруара 1946. године заједно са супругом Кенетом Кларком покренула је центар за помоћ деци мањина у Њујорку који пружа све врсте психолошке помоћи деци узраста од 3 до 18 година, као и њиховим родитељима. Овај центар је и данас активан.
Мејми Фипс Кларк умрла је 11. августа 1983.